# Glochidion andamanicum
Glochidion andamanicum är en emblikaväxtart som beskrevs av Wilhelm Sulpiz Kurz. Glochidion andamanicum ingår i släktet Glochidion och familjen emblikaväxter.

## Underarter
Arten delas in i följande underarter:
- G. a. andamanicum
- G. a. desmogyne